# Hati (astronomia)
Hati o Saturno XLIII (designazione provvisoria S/2004 S 14) è un satellite naturale minore del pianeta Saturno.
La denominazione ufficiale è stata assegnata nell'aprile 2007 e il suo nome deriva da Hati, un lupo gigante della mitologia norrena, figlio di Fenrir e fratello gemello di Skǫll.
Ha un diametro di circa 6 km.

## Storia
Il satellite è stato scoperto il 4 maggio 2005 grazie all'analisi di una serie di osservazioni svolte tra il 12 dicembre 2004 e l'11 marzo 2005, ad opera di un gruppo di astronomi composto da Scott Sheppard, David Jewitt, Jan Kleyna e Brian Marsden.

## Parametri orbitali
Il satellite orbita ad una distanza di 19 950 000 km da Saturno con un periodo di 1080 giorni, un'inclinazione orbitale di 163° rispetto all'eclittica, un movimento retrogrado e un'eccentricità orbitale di 0,291; valori molto simili a quelli dell'orbita di Mundilfari.
Nel marzo 2013 il suo periodo sinodico di rotazione è stato misurato dalla sonda Cassini in 5,45±0,04 ore. Questo valore rappresenta il più rapido periodo di rotazione misurato in modo affidabile non solo tra tutti i satelliti di Saturno, ma anche tra tutti i satelliti asteroidali. Come Mundilfari, ha una forma molto allungata.